# Cosmo selvaggio
Cosmo selvaggio (Ship of Strangers) è un romanzo di fantascienza dello scrittore nord irlandese Bob Shaw del 1978.
Il romanzo è un omaggio alle storie dello scrittore A. E. van Vogt e narra le avventure dell'equipaggio dell'astronave da ricognizione Sarafand.

## Storia editoriale
Il romanzo è un amalgama di sei racconti, di cui almeno quattro già pubblicati precedentemente; tra questi Mina temporale (Retroactive, 1972), Appointment on Prila (1968), Unfaithful Recording (1975) e Ora! (Gambler's Choice, 1971).
Il romanzo, in Italia, è stato pubblicato per la prima volta nel 1979 con il titolo Cosmo selvaggio per la Collana Urania.

## Trama
Nel XXIII secolo l'Uomo ha colonizzato lo Spazio grazie alla scoperta dei gravitoni e allo sfruttamento delle correnti gravitazionali per spostamenti istantanei a milioni di anni lucedi distanza. Tuttavia, per padroneggiare tale metodo di navigazione, la "propulsione Beta" anche detta anche "Istant-Distant", occorrono complicatissimi calcoli che, sulle astronavi, sono affidate a Intelligenze artificiali che ne assumono il comando. Dave Surgenor è imbarcato sull'astronave Sarafand appartenente a una flotta che ha il compito di mappare cartograficamente tutti i pianeti raggiunti dall'Uomo. Al comando della Sarafand vi è il computer Advanced Electronic Spaceship Operator and Pilot familiarmente chiamato, dall'equipaggio, "Capitano AESOP". Surgenor è nel "Servizio Cartografico" da sedici anni, molto più di ogni altro membro dell'equipaggio che completa di solito al massimo un triennio, ma è in procinto di licenziarsi per tornare al suo pianeta di origine dove i parenti lo aspettano perché si occupi dell'azienda familiare.
La Sarafand atterra su un nuovo pianeta. Sei moduli con a bordo due uomini ciascuno si dipartono dall'astronave e iniziano la mappatura del territorio. Terminata la missione tornano indietro ma risulta esserci modulo in più. Aesop arresta gli equipaggi incapace di individuare l'infiltrato. Il settimo modulo risulta essere un alieno mutaforma antropofago, esiliato sul pianeta desolato settemila anni prima da una civiltà oramai estinta che lo aveva allontanato da un pianeta abitato. L'alieno ignora che Aesop è un computer e, quando tenta di prenderne il controllo telepaticamente, viene individuato e immediatamente distrutto. Terminata la missione Surgenor decide di voler rimanere al Servizio Cartografico.
Per alleviare la noia dei lunghi viaggi spaziali, viene introdotta sperimentalmente un'apparecchiatura di induzione di sogni artificiali. La simulazione è così reale che un giovane membro dell'equipaggio della Sarafand, che ha sperimentato lo stesso sogno erroneamente assegnato anche a un altro, con protagonista una meravigliosa e disinibita donna, Julie, litiga per gelosia. I due, il giovane Hilliard e l'irruento Barrow vengono alle mani. Il geloso Hilliard distrugge il nastro di Barrow e quest'ultimo per vendetta, riproduce copie del nastro di Hilliard sostituendole a quelle di tutto l'equipaggio e introducendo il flusso di dati ancjhe nel computer di bordo. Julie viene quindi "sognata" da tutti ma anche da Aesop che, sconvolto dall'esperienza, deve rientrare alla base per una revisione completa. La sperimentazione dei sogni artificiali viene interrotta.
Durante una mappatura di un nuovo pianeta il modulo di Surgenor incontra dei manufatti alieni. Normalmente la missione si sarebbe dovuta interrompere e il comando dell'esplorazione presa da scienziati. Il compagno di bordo di Surgenor, Targett, si propone di recarsi sul luogo per indagare. Aesop approva. I manufatti sono armi che attaccano l'uomo che si rifugia dietro una roccia. Aesop ha scoperto il punto debole dei manufatti ma per metterli fuori uso Targett, pur avendo una visuale limitata, deve colpire due volte lo stesso manufatto, contando sulle scarse possibilità, essendo i manufatti centinaia e avendo lui un'arma con limitate munizioni. Seguendo le indicazioni radi di Aesop, Targett riesce nell'intento, salvo poi scoprire, una volta a boro, che Aesop non vedeva i manufatti in volo e che ha guidato via radio le azioni di Tergett contando solo sul calcolo delle possibilità.
Sul pianeta desertico Saladin la Sarafand scopre che miraggi di città appaiono e scompaiono. In osservanza alle direttive la mappatura viene sospesa, arriva sul pianeta l'astronave militare Admiral Carpenter che prende il comando dell'esplorazione. Dalle registrazioni filmate risulta che il miraggio di una donna incinta è sempre presente vicino alle città. Il modulo di Surgenor viene precettato per recarsi sul luogo dove le apparizioni sono più frequenti. Oltre a Surgenor sul modulo viaggiano l'arrogante maggiore Giyani, il tenente Kelvin e il sergente McErlain. Quest'ultimo ha subito un processo poiché, assalito durante un'esplorazione da alieni apparentemente feroci, su ordine del suo comandante, ha ingaggiato battaglia con questi, uccidendoli. Era poi emerso che quelli che sembravano assalti, altro non erano che danze rituali. Giyani continua a pungolare McErlain su quella vicenda per la quale il sergente, seppure assolto, prova ancora dolore. Il modulo avvista la donna che viene rapita dai militari. A causa degli errati ordini di Giyani, nonostante il parere contrario del più esperto Surgenor, il modulo viene colpito da un ordigno saladiano che risulta aver aperto un varco temporale che li getta nel passato remoto. Una porta temporale apertasi sembra essere una via di fuga per tornare al presente. Kelvin riesce ad attraversarla ma il suo passaggio la rimpiccolisce. E chiaro che il diametro della porta si riduce man mano che le masse dei corpi l'attraversano e che non permetterà il passaggio di tutti. Giyani, codardamente tenta di battere gli altri sul tempo per passare la porta. McErlain lo uccide ma consente però a Surgenor di salvarsi. McErlain, pur non riuscendo mai a comunicare con la saladiana, rimarrà nel passato con lei e, dopo averla aiutata a partorire, continuerà a proteggere lei e i suoi figli per anni fino a quando, ammalatosi, non morirà. Si apprenderà che i saladiani possono modificare il corso del tempo ma che i mutamenti indotti dalla gravidanza della donna avevano aperto momentanei varchi attraverso cui si potevano intravedere le città. La donna era rimasta con McErlain per gratitudine per averla aiutata e, alla sua morte, libera da ogni debito di riconoscenza, tornerà alla sua epoca. Con il suo sacrificio, McErlain ha riscattato gli errori del passato.
La Sarafand, dopo essere stata sottoposta a revisione e ad aggiornamento dei sistemi, riparte per una nuova missione. All'equipaggio si unisce Christine Holmes con un tragico passato. La donna era incinta ma aveva continuato a lavorare in ambienti rischiosi in un cantiere spaziale. A causa di un incidente aveva perso il bambino. L'evanto l'aveva allontanata dal marito che, quattro anni dopo era morto anche lui per un incidente. L'upgrade effettuato su Aesop è stato effettuato con superficialità: a causa di ciò, dopo il primo balzo in "propulsione Beta" la Sarafand si trova bloccata in un settore dello spazio sconosciuto, all'interno di un'anomalia gravitazionale. Aesop non può più governare la navigazione e l'equipaggio deve razionare i viveri. Alcuni reagiscono con disperazione, altri con rassegnazione e alcuni con violenza: un membro dell'equipaggio, dopo aver tentato di violentare Christine Holmes si suicida. Christine Holmes, dal carattere introverso si avvicina a Surgenor. Grazie a un'intuizione, si scopre che l'anomalia gravitazionale li sta rimpicciolendo a dimensioni infinitesimali, per poi ringrandirli, in un ciclo senza fine. Grazie a un'altra intuizione, l'equipaggio, spostando il baricentro dell'astronave, all'ennesimo ritorno alle dimensioni normali, si trova fuori dall'anomalia gravitazionale. Aesop può così riprendere la navigazione e portarli in salvo sul pianeta Delos, dove nell'astroporto di Bay City, Aesop viene messo fuori servizio. Surgenor decide quindi di abbandonare il Servizio Cartografico e di tornare sulla Terra, accompagnato Christine.

## Edizioni
- (EN) Bob Shaw, Ship of Strangers, Gollancz SF Series, n. 4, Londra, Gollancz, maggio 1978, ISBN 978-0-575-02482-3.
- Bob Shaw, Cosmo selvaggio, traduzione di Delio Zinoni, Urania, n. 766, Milano, Mondadori, gennaio 1979.
- (EN) Bob Shaw, Ship of Strangers, ACE Science Fiction, New York, ACE Books, aprile 1979.
- (DE) Bob Shaw, Captain Aesop und das Schiff der Fremden, traduzione di Tony Westermayr, Goldmann Science Fiction, Monaco di Baviera, Goldmann, dicembre 1979, ISBN 978-3-442-23332-8.
- Bob Shaw, Cosmo selvaggio, in Millemondinverno 1985: Tre romanzi completi di Bob Shaw, traduzione di Delio Zinoni, Millemondi, Milano, Mondadori, novembre 1985.
- (HR) Bob Shaw, Brod stranaca, traduzione di Igor Zaborski, Zagabria, Zagrebačka Naklada, gennaio 1995, ISBN 9536234130.